# Matěj Kubíček
Matěj Kubíček (14. ledna 1826 Bavorov – 1890 [uváděno též úmrtí roku 1891]) byl český římskokatolický kněz a politik, v 2. polovině 19. století poslanec Českého zemského sněmu.

## Biografie
Roku 1849 byl vysvěcen na kněze. Po celou svou aktivní dráhu (1851–1891) působil jako farář v Česticích. Angažoval se ve vlasteneckých kruzích a z fary v Češticích utvořil centrum česky orientovaného duchovenstva. Shromáždil zde velkou knihovnu. Byl biskupským vikářem.
V 60. letech 19. století se zapojil i do zemské politiky. V zemských volbách v Čechách v lednu 1867 byl zvolen na Český zemský sněm v kurii venkovských obcí (volební obvod Vimperk – Volyně). Mandát obhájil za týž obvod i v krátce poté konaných zemských volbách v březnu 1867. V srpnu 1868 patřil mezi 81 signatářů státoprávní deklarace českých poslanců, v níž česká politická reprezentace odmítla centralistické směřování státu a hájila české státní právo. Čeští poslanci tehdy na protest praktikovali politiku pasivní rezistence, kdy bojkotovali práci zemského sněmu, byli za neomluvenou absenci zbavováni mandátů a pak opětovně manifestačně voleni. Kubíček takto byl zbaven mandátu pro absenci v září 1868 a zvolen znovu v doplňovacích volbách v září 1869. Za svůj obvod byl do zemského sněmu zvolen i v řádných volbách v roce 1870 a volbách roku 1872. Česká pasivní rezistence tehdy trvala a tak po zbavení mandátu následovalo zvolení v doplňovacích volbách v říjnu 1873.
Volební okrsek Vimperk – Volyně patřil k několika etnicky smíšeným a navzdory silné německojazyčné populaci v jeho jižní, horské části, v něm setrvale až do roku 1873 vítězil český kandidát Kubíček. Poté, co roku 1873 opět čeští poslanci demonstrativně nepřevzali mandáty, provedla německá většina na sněmu revizi hranic obvodů a vytvořila národnostně homogenní německý obvod Vimperk – Kašperské Hory – Nýrsko – Hartmanice, zatímco volyňskou (českou) část připojila k českému obvodu Strakonice. Za tento nový okrsek Strakonice – Volyně byl Kubíček zvolen v doplňovacích volbách v červenci 1874, na jaře 1875, v únoru 1876 a v dubnu 1877. Uspěl zde i v řádných volbách roku 1878 a volbách roku 1883.
Politicky patřil k Národní straně (staročeské).